# 제66회 미국 작가 조합상
제66회 미국 작가 조합상은 2013년 뛰어난 활동을 보인 영화 작가를 기리기 위해 2014년 2월에 열린 시상식이다.

## 수상 및 후보

### 각본상
- 허 - 스파이크 존즈 수상
- 아메리칸 허슬 - 데이빗 O. 러셀 외 1명
- 블루 재스민 - 우디 앨런
- 달라스 바이어스 클럽 - 크레이즈 보텐 외 1명
- 네브래스카 - 알렉산더 페인

### 각색상
- 캡틴 필립스 - 빌리 레이 수상
- 어거스트: 오세이지 카운티 - 트레이시 레츠
- 비포 미드나잇 - 리처드 링클레이터 외 2명
- 론 서바이버 - 피터 버그
- 더 울프 오브 월 스트리트 - 테렌스 윈터

### 다큐멘터리 각본상
- 우리가 들려줄 이야기 - 사라 폴리 수상
- 더러운 전쟁 - 제레미 스카힐 외 1명
- 허블록 - 더 블랙 & 더 화이트 - 사라 루킨슨 외 1명
- 노 플레이스 온 어스 - 자넷 토비아스 외 1명
- 위 스틸 시크릿: 더 스토리 오브 위키리크스 - 알렉스 기브니

### TV 드라마 시리즈
- 브레이킹 배드 - 샘 캐트린 외 6명 수상
- 굿 와이프 3 - 레너드 딕 외 13명
- 홈랜드 시즌3 - 헨리 브롬멜 외 10명
- 하우스 오브 카드 - 릭 클리버랜드 외 6명
- 매드 맨 6 - 세미 첼라스 외 11명

### TV 코미디 시리즈
- 부통령이 필요해 시즌2 - 사이먼 블랙웰 외 8명 수상
- 30 락 시즌7 - 잭 버딧 외 12명
- 모던 패밀리 5 - 폴 코리건 외 15명
- 오렌지 이즈 더 뉴 블랙 - 리즈 프리드먼 외 8명
- 팍스 앤 레크리에이션 시즌5 - 그렉 다니엘스 외 20명

### TV 뉴 시리즈
- 하우스 오브 카드 - 케이트 바나우 외 6명 수상
- 더 아메리칸즈 시즌1 - 조슈아 브랜드 외 6명
- Masters of Sex - 미쉘 애쉬포드 외 7명
- 오렌지 이즈 더 뉴 블랙 - 리즈 프리드먼 외 8명
- 레이 도노반 - 앤 바이더먼 외 4명

### TV 드라마 에피소드
- 브레이킹 배드 시즌4 - 피터 굴드 수상
- 브레이킹 배드 시즌5 - 토머스 슈노즈
- 브레이킹 배드 시즌5 - 제니퍼 허치슨
- 하우스 오브 카드 - 보 윌리몬
- 굿 와이프 3 - 로버트 킹 외 1명
- Masters of Sex - 미쉘 애쉬포드

### TV 코미디 에피소드
- 30 락 시즌7 - 잭 버딧 외 1명 수상
- 모던 패밀리 5 - 폴 코리건 외 1명
- 모던 패밀리 5 - 일레인 코
- 오렌지 이즈 더 뉴 블랙 - 션 히더
- 팍스 앤 레크리에이션 시즌5 - 마이클 슈어 외 1명
- 오렌지 이즈 더 뉴 블랙 - 리즈 프리드먼 외 1명

### TV 장편 각본상
- 무하마드 알리스 그레이티스트 파이트 - 숀 슬로보 수상
- 킬링 케네디 - 켈리 마스터슨

### TV 단편 뉴 미디어 각본상
- Sylvia Plath: Girl Detective - Mike Simses 수상
- Lauren, Season 2 - Jay Rodan
- Husbands - 제인 엡펜슨 외 1명

### TV 애니메이션상
- 심슨 가족 - 조엘 H. 코엔 수상
- 퓨쳐라마 - 마이클 로우
- 심슨 가족 - 톰 갬밀 외 1명
- 퓨쳐라마 - Lew Morton
- 퓨쳐라마 - Patric M. Verron
- 심슨 가족 - Michael Nobori

### TV 코미디/버라이어티
- 콜버트 리포트 - 스티븐 콜버트 외 16명 수상
- 코난 - 스콧 쉐노프 외 17명
- 더 데일리 쇼 위드 존 스튜어트 - 팀 카벨 외 15명
- 지미 키멜 라이브! - 토니 버베리 외 13명
- 포틀랜디아 시즌3 - 프레드 아미센
- 새터데이 나잇 라이브 - 세스 메이어스 외 22명

### TV 코미디/버라이어티 - 스페셜
- 블레이크 쉘톤즈 낫 소 패밀리 크리스마스 - 제이 마르텔 외 3명 수상

### TV 낮 드라마
- 우리 생애 나날들 - 로레인 브로데릭 외 11명 수상
- 제너럴 호스피털 - Shelly Altman 외 11명
- 더 영 앤 더 레스트리스 - Shelly Altman 외 13명

### TV 어린이방송 에피소드
- A.N.T. Farm - Vincent Brown 수상
- Spooksville - Jim Krieg
- Sesame Street - 크리스틴 페라로

### TV 다큐멘터리 - 시사
- 프론트라인 - 마틴 스미스 외 1명 수상
- 프론트라인 - 마이클 커크 외 1명

### TV 다큐멘터리 - 그외
- 프론트라인 - 마이클 커크 수상
- American Experience - Rob Rapley
- The Dust Bowl - Dayton Duncan
- 디 아메리칸 익스피어리언스 - 미쉘 페라리 외 2명

### TV 뉴스 - 게시판 or 보고서
- ABC World News with Diane Sawyer - Lisa Ferri 외 1명 수상
- CBS Evening News with Scott Pelley - Jerry Cipriano 외 2명
- 60 미니츠 - Michael Radutzky 외 2명
- CBS Evening News with Scott Pelley - Jerry Cipriano 외 1명

### TV 뉴스 - 분석, 기능, 해설
- CBS News - Polly Leider 수상
- 60 미니츠 - Michael Rey 외 2명
- ABC World News Now - Matt Nelko

### 파울 셀빈 명예상
- 위 스틸 시크릿: 더 스토리 오브 위키리크스 - 알렉스 기브니 수상